# Ствар на прагу
„Ствар на прагу” (енгл. The Thing on the Doorstep) је приповетка америчког писца Хауарда Филипса Лавкрафта, написана у августу 1933. и објављивана у јануару 1937. у часопису Weird Tales.

## Радња
Данијел Аптон, приповедач, објашњава да је убио свог најбољег пријатеља Едварда Дербија и да се нада да ће његов извештај доказати да он није убица. Он почиње описом Дербијевог живота и каријере. Дерби је био заинтересован за окултизам још као дечак, што га је довело до тога да се спријатељио са Аптоном. Њих двојица би разговарали о мрачној митологији у слободно време. Кад год је Дерби био у посети, увек је користио исти начин куцања од три ударца алке на вратима, кратке паузе, а затим два додатна ударца; Аптон је одувек могао да идентификује Дербија на овај начин. Дербија су родитељи одувек обожавали и он се посебно ослањао на њих, посебно на своју мајку. Њена смрт га је довела до депресије од које се дуго опорављао. Аптон затим говори о Асенат Вејт, Дербијевој колегиници са Универзитета Мискатоник. Едвард и Асенат су се убрзо венчали након што су се зближили због љубави према окултизму. Упркос забринутости, Дерби се усељава у стару кућу Крауниншилд, са три слуге из Инсмута.
Неколико година касније, људи почињу да примећују чудне промене у Дербију. Понекад су га виђали како вози, иако то никада није научио. Повремено би га возили шофер или механичар док би лежао малаксао на задњем седишту аутомобила. Дерби се поверава Аптону, причајући му чудне приче о Асенат. Једне ноћи он долази на Аптонова врата у паници и изјављује како јој више никада неће дозволити да му уради нешто. Дерби покушава да наговести како верује да Асенатин покојни отац, Ефрејм Вејт, можда није мртав. Усред ове приче он нагло застаје, као да га је обузела нека хипнотичка чаролија.
Аптон је касније позван да покупи Дербија, који је пронађен у Чезанкуку, у Мејну, како лута бунцајући и вичући. Поп повратку, Дерби говори како је Асенат користила његово тело, и сигуран је да је Ефрејм тај који живи у Асенатином телу. Дерби каже Аптону: „Она [Асенат] нашкраба белешку рукописом свог оца, у цртицу исто.” Пре него што заврши своју причу, Дерби има мали епилептички напад и брзо мења личност, тражећи од Аптона да игнорише оно што му је можда управо испричао. Међутим, Аптон види промену у његовим очима; сматра да личе на Асенатине очи, а затим да можда више личе на Ефрејмове очи.
Неколико месеци касније, Дерби се појављује на Аптоновим вратима и каже да је пронашао начин да задржи Асенат подаље и да је спречи да користи његово тело, што имплицира неку врсту чаролије или ритуала. Дерби завршава реновирање своје старе породичне куће, али чини се чудним да нерадо напушта кућу Крауниншилд. Аптона поново посећује Дерби, који почиње да бунца о својој жени и тасту и о томе како још увек осећа да она, он, то, граби ка његовом уму док спава, покушавајући да га ухвати. Аптон успева да успава Дербија, али га онда води у санаторијум у Аркаму. Санаторијум зове Аптона да му каже да се Дербијев „разум изненада вратио”, иако након посете Аптон може да види да то није права Дербијева личност, већ особа коју је срео док је возила кући.
Аптона из сна буди куцање на врата, користећи стари Дербијев сигнал од три и два ударца. Аптон верује да је то можда Дерби и отвара своја врата, али проналази патуљастог, погрбљеног гласника скривеног испод Дербијевог великог капута, који носи писмо од Дербија. У писму се објашњава да је Дерби у ствари убио Асенат и закопао њено тело у њиховом подруму. Али требало је да схвати да је Асенатина (вероватно Ефрејмова) душа делимично одвојена од њеног тела и да ће душа живети све док тело не буде кремирано. Асенат је успела да преузме контролу над његовим телом док је био у санаторијуму, што значи да је „ствар на прагу” заправо Дерби који настањује Асенатин иструлели леш. Порука моли Аптона да оде у санаторијум да убије Дербија, који је сада трајно запоседнут Ефрејмовом душом на начин на који он замишља првобитну Асенат некада. Аптон то и чини, иако открива да се плаши да је можда и његова душа пребачена.

## Ликови

### Едвард Пикман Дерби
Едвард Пикман Дерби, протагониста приче, песник је и муж Асенат Вејт. Лавкрафтов приказ Дербијевог детињства се сматра великим делом аутобиографским:
Могуће је да је прерано сазрео и зато што је имао приватне учитеље и зато што је растао мажен и одвојен од својих вршњака. Био је болешљиви јединац, што је његове брижне, забринуте родитеље натерало да га држе близу себи. Није смео да излази без дадиље, а јако ретко је имао прилику да се слободно игра са другом децом. Све то је код дечака његове маште морало изазвати стварање унутрашњег, чудноватог света... Дерби се, међутим, јако лоше сналазио у приватним и практичним пословима захваљујући томе што је одрастао размажен. Здравље му се поправило, али навике које се тичу детињасте зависности су остале, подупрте од стране превише брижних родитеља, тако да и даље није нигде путовао сам, није сам доносио одлуке, нити је преузимао одговорности.
Међутим, сматра се мало вероватним да је типично самозатајни Лавкрафт мислио на себе када је описао Дербија као чудо од детета и младу књижевну сензацију:
Учио је са невероватном лакоћом и већ у седмој години је почео да пише суморне, фантастичне, готово морбидне песме од којих су његови учитељи остајали запањени... Чудновати таленат младог Дербија развијао се невероватно, тако да је са осамнаест година издао збирку кошмарних песама под називом Азатот и други ужаси која је изазвала праву сензацију.
Наслов Дербијеве књиге сугерише да је Лавкрафт имао на уму Кларка Ештона Смита, који је добио признање са деветнаест година када је објавио књигу поезије под називом Намерник звезда и друге песме. Други могући модел је Алфред Галпин, Лавкрафтов пријатељ који је био једанаест година млађи од њега, кога је описао као „неизмерно супериорнијег од мене” по интелекту.
Написавши да је „покушај да пусти бркове био приметан тек уз пажљиво посматрање”, Лавкрафт се позвао на свог штићеника Френка Белкнапа Лонга, којег је често задиркивао из истог разлога.
Дербијева преписка са „озлоглашеним бодлеровским песником Џастином Џефријем” је омаж причи „Црна стена” Роберта Е. Хауарда.
Као и Аптон, Пикман и Дерби су стара презимена Сејлема. У Лавкрафтовој фикцији постоји сугестија да су ове три породице блиско повезане; Ричард Аптон Пикман је насловни лик „Пикмановог модела”, док Фондација Натанијел Дерби Пикман омогућава антарктичку експедицију у Планинама лудила.
Питер Кенон примећује да лик протагонисте покреће радњу „Ствари на прагу” више него у већини Лавкрафтових прича. „Тамо где космичке силе обично случајно претекну типичног Лавкрафтовог хероја као што је Писли, овде Дерби само своју слабу личност може да криви за то што је постао жртва подлог плана своје жене.”

### Данијел Аптон
Данијел Аптон је приповедач приче и најбољи пријатељ протагонисте, Едварда Дербија. Након што је дипломирао на Харварду и стажирао у бостонској архитектонској служби, покренуо је сопствену праксу у Аркаму. Ожењен је и са око 28 година добио је сина Едварда Дербија Аптона.
Аптон је старо презиме из Сејлема, што одражава чињеницу да је Аркам већим делом фиктивна верзија Сејлема. Лавкрафт је описао Винслоуа Аптона, професора Универзитета Браун, као „пријатеља породице”.
У причи „До Аркама и звезда” Фрица Лајбера, Аптон је заслужан за пројектовање нове административне зграде Универзитета Мискатоник и нуклеарне лабораторије Пикман, описаних као „величанствене структуре које су у потпуности компатибилне са старим двориштем”. Алберт Вилмарт у овој причи примећује да је Аптон „имао запажену каријеру откако је добио чисту дијагнозу о менталном здрављу и отпуштен је пресудом за 'оправдано убиство'”.

### Асенат Вејт Дерби
Асенат Вејт Дерби је ћерка Ефрејма Вејта, удата за Едварда Дербија. Описана је као „црнка, ниска и згодна, ако се изузму сувише истурене очи” — овај изглед је уобичајен за људе из Асенатиног родног града Инсмута. Заједно са чињеницом да је њена мајка била Ефрејмова „непозната супруга која је увек била под велом”, постоји јака сугестија да је Асенат хибрид Дубоких, врсте описане у Сенки над Инсмутом. Прича сугерише да се „Асенат” можда уопште и не појављује у причи, већ да њено тело у ствари све време запоседа њен отац (или можда Камог), који сада покушава да се пребаци у Дербијево тело.
У Библији, Асената је удата за Јосифа и мајка је Јефремова. С. Т. Џоши тврди да се њено име преводи као „она припада свом оцу”, и да је „у причи Асенат буквално 'поседнуо' њен отац.”
Питер Кенон пише да Асенат Дерби чини „Ствар на прагу”, „једином Лавкрафтовом причом са јаким или важним женским ликом” — иако је ово питање закомпликовано „ситуацијом замене полова” у причи.

### Ефрејм Вејт
Ефрејм Вејт је остарели Асенатин отац. За њега се каже да је „у своје време био изванредан проучавалац магије”, а описано је да је имао „свирепо, мрзовољно лице” са „умршеном гвозденоседом брадом”. Он је „умро луд” отприлике у време када је Асенат уписала школу Хол. Упркос томе што је родом из Инсмута, Ефрејм је изгледа потпуно човек јер се у старости није трансформисао у Дубоког.
Према Роберту М. Прајсу, модел за Ефрејма је био окултиста из стварног света Артур Едвард Вејт, најпознатији по шпилу Тарот Рајдер-Вејт.

### Камог
„Камог” је тајно име Ефрејма Вејта у ковену. Насупрот томе, могуће је да је то име не-људског ентитета који је запосео њега и његову породицу.

## Инспирација
Идеја за причу је Лавкрафту дошла из сна који је уснио 1928. године, а који је записао у својој бележници:
„Човек има ужасног пријатеља чаробњака који стиче утицај над њим. Убија га у одбрани своје душе – зазида тело у древном подруму – АЛИ – мртви чаробњак (који је рекао чудне ствари о души која се задржава у телу) замењује тела са њим... остављајући му свесни леш у подруму.”

## Повезана дела
У причи се често помињу елементи из других Лавкрафтових прича, укључујући места (Аркам, Универзитет Мискатоник, Инсмут, Кингспорт), књиге (Некрономикон, Књига Еибонова, Безимени култови — Едвард Дерби пред крај приче каже да ове књиге треба спалити) и ентитете (Азатот, Шуб-Нигурат, шоготи). Лавкрафт се вратио теми преношења ума у Сени из другог времена.
Два романа предложена као инспирација за „Ствар на прагу” су Размена душа Барија Пејна, који говори о изуму једног научника који му омогућава да промени личности са својом женом, и Лек Х. Б. Дрејка, где се лик са моћи преношења ума враћа из мртвих запоседајући тело повређеног пријатеља.
Питер Кенон је написао два наставка „Ствари на прагу”: „Освету Азатота” и „Азатотову кућу”. Dark Adventure Radio Theatre: The Shadow over Innsmouth се посредно позива на „Ствар на прагу”, специфично на породицу Вејт као на истакнуту породицу Инсмута. Графички роман Провиденс Алана Мура садржи лик заснован на Асенат/Ефрејму.

## Пријем
Према Питеру Кенону, „већина критичара се слаже да се 'Ствар на прагу'” сврстава међу „најслабије Лавкрафтове касније приче”. Он је критикује због „очигледне и мелодраматичне радње, испрекидане деловима хистрионског монолога”, као и због „прилично формулаичне” аркамске поставке. Роберт Вајнберг омаловажава „Ствар на прагу” као „не једну од његових [Лавкрафтових] најбољих прича”, а С. Т. Џоши у књизи Х. Ф. Лавкрафт: Живот назива је „једном од Лавкрафтових најлошијих прича”.
Лин Картер такође одбацује причу као „зачуђујуће минорну и некако незадовољавајућу... ужасну малу породичну трагедију... којој у потпуности недостаје она врста космичке визије која чини Лавкрафтове најбоље приче тако незаборавним.”
Л. Спрејг де Камп нуди уравнотеженији поглед, описујући причу као „у средњем рангу Лавкрафтових прича: испод његових најбољих, али далеко изнад просека Weird Tales-а”, додајући да је „Лавкрафт обраћао више пажње него обично на ликове у овој причи”.
Ово је једино Лавкрафтово дело укључено у антологију Америчке фантастичне приче Библиотеке Америке из 2009. године.